# 房建成
房建成（1965年9月—），男，山东费县人，中国导航、制导与控制专家，教育部长江学者特聘教授，国家杰出青年基金得主，中国科学院院士。

## 生平
1983年毕业于山东工学院，1988年取得西安交通大学硕士学位，1996年取得东南大学博士学位。1997年进入北京航空航天大学工作，历任宇航学院副院长、仪器科学与光电工程学院副院长和院长等职务，2015年12月任北京航空航天大学副校长，2019年1月任北京航空航天大学常务副校长。

## 学术贡献
他的主要从事航天器姿态控制磁悬浮惯性执行机构和惯性导航研究工作。提出了基于新型混合磁轴承的高精度、低功耗磁悬浮惯性动量轮和控制力矩陀螺的设计方法，主持研制成功中国首台五自由度主动控制磁悬浮惯性动量轮和磁悬浮控制力矩陀螺；提出了捷联惯性测量系统的快速精确对准新方法及其组合测量系统的滤波新方法，提高了机载捷联惯性位置姿态测量系统的精度。

## 奖项和荣誉
他获国家技术发明一等奖和二等奖各1项（均排名1），国家科技进步二等奖1项（排名1），中国专利奖金奖1项（排名1）。荣获首届国防科技工业杰出人才奖；全国杰出专业技术人才称号，何梁何利基金科学与技术成就奖等。
2008年获得何梁何利基金“科学与技术成就奖”。2015年当选中国科学院信息技术科学部院士。
指导的博士生和博士后，1人获全国百篇优秀博士学位论文，1人获全国百篇优秀博士学位论文提名，3人获中国自动化学会优秀博士学位论文，1人获中国仪器仪表学会优秀博士学位论文，1人成长为长江学者特聘教授，3人获国家自然科学基金委“优秀青年科学基金项目”资助。
带领的科研团队获批“新型惯性仪表与系统技术”教育部长江学者创新团队和“先进惯性仪表与系统技术”国家自然基金委创新研究群体。  

## 头衔
- 国家“973”计划项目首席科学家
- 国家“863”计划地球观测与导航领域导航定位技术专家组召集人
- 惯性技术国防科技重点实验室主任